# Section de l'Unité
La section de l’Unité, également appelée section des Quatre-Nations, était, sous la Révolution française, une section révolutionnaire parisienne.

## Représentants
Elle était représentée à la Commune de Paris par :
- Jean Paquotte, né à Troyes en 1746 ou 1747, ciseleur demeurant 114 enclos de l'Abbaye-Saint-Germain. Officier municipal, il est guillotiné le 11 thermidor an II (29 juillet 1794),
- Pierre Basle Champeaux, né en 1746, citoyen demeurant 227 rue des Boucheries.
- Jean François Massé, né en 1758, charpentier demeurant 203 rue du Four.

## Historique
Cette section se nomma tout d’abord « section des Quatre-Nations », nom qu’elle abandonna en avril 1793.

## Territoire
Secteur de l’Institut de Saint-Germain-des-Prés.

## Limites
La rue des Saints-Pères, à droite, jusqu’au quai des Théatins ; les quais des Théatins, des Quatre-Nations et de Conti, depuis la rue des Saints-Pères jusqu’au Pont-Neuf ; les rues Dauphine et des Fossés-Saint-Germain, à droite du Pont-Neuf, à la rue des Boucheries ; la rue des Boucheries à droite ; la rue du Four à droite ; la Croix-Rouge, à droite, jusqu’à la rue des Saints-Pères.

## Intérieur
Les rues des Petits-Augustins, de Seine, Mazarine, des Marais, Guénégaud, de Nevers, de Buci, des Mauvais-Garçons-Saint-Germain, Jacob, du Colombier, des Deux-Anges, Saint-Benoit, Bourbon-le-Château, de l'Échaudé, Sainte-Marguerite, des Ciseaux, de l'Égout, Taranne, du Sabot, du Dragon, du Sépulcre, petite rue Taranne, l'enclos de la Foire Saint-Germain, etc. ; et généralement tous les rues, culs-de-sac, places, etc., enclavés dans cette limite.

## Local
La section de l'Unité se réunissait dans l’église Saint-Germain-des-Prés.

## Population
21 600 habitants, dont 2 310 ouvriers et 1 400 économiquement faibles. La section comprenait 3 900 citoyens actifs.

## 9 Thermidor an II
Lors de la chute de Robespierre, le 9 thermidor an II (27 juillet 1794), la section de l’Unité resta fidèle à la Convention nationale, un seul de ses représentants prêta serment à la Commune de Paris, Jean Paquotte, guillotiné le 11 thermidor an II (29 juillet 1794).

## Évolution
Après le regroupement par quatre des sections révolutionnaires par la loi du 19 vendémiaire an IV (11 octobre 1795) qui porte création de 12 arrondissements, la présente section est maintenue comme subdivision administrative, puis devient, par arrêté préfectoral du 10 mai 1811, le quartier de la Monnaie (10e arrondissement de Paris).